# Thiemo von Passau
Thiemo (* unbekannt; † 1105) war von 1087 bis 1105 ein Passauer Gegenbischof.

## Leben
Der aus Franken stammende Thiemo wurde von Kaiser Heinrich IV. als Nachfolger des Gegenbischofs Hermann von Eppenstein eingesetzt. Zuvor ist er Domkanoniker in Würzburg gewesen. Für eine Bischofsweihe finden sich keine Quellen, er wird noch bis 1099 als Elekt aufgeführt.
Laut „Vita Altmanni“ wurde er nur im Westen der Diözese, also im Raum bis zur Enns, anerkannt.
Thiemo gelang es, die Grafschaftsrechte über die Stadt Passau wiederzuerlangen, nachdem diese wohl 1078 durch königlichen Eingriff an Ulrich von Vohburg als neu eingesetzten Burggrafen verloren gingen. Nach dessen kinderlosem Tod im Jahre 1099 entschied der inzwischen zum Kaiser gekrönte Heinrich IV. die Rechte an Thiemo zurückzugeben. Diese Rechte verblieben nun bis zur Säkularisation des Bistums bei den Passauer Bischöfen.
Thiemo ist vermutlich um das Jahr 1105 verstorben. Hinweis darauf ist, dass Bischof Ulrich I. zu dieser Zeit nach Passau zurückkehrte und seine Stellung im Bistum festigen konnte.